# Cravinhos
Cravinhos is een gemeente in de Braziliaanse deelstaat São Paulo. De gemeente telt 30.849 inwoners (schatting 2009).